# Parafia Matki Bożej Fatimskiej w Krysowicach
Parafia Matki Bożej Fatimskiej w Krysowiczach − parafia rzymskokatolicka znajdująca się w archidiecezji lwowskiej w dekanacie Mościska.